# C.C. Møller (musiker)
 Der er flere personer med dette navn, se C.C. Møller.
Carl Christian Møller (født 2. juni 1823, død 2. april 1893) var en dansk orkesterleder og komponist.
Også hans far var udøvende musiker og C.C. Møller blev allerede som dreng ansat i det borgerlige Artilleris Musikkorps, og blev senere ”hoboist” (musiker) i 2. Brigades Musikkorps. Derudover spillede han i H.C. Lumbyes orkester. Han deltog i Treårskrigen som musiker, men fra først i 1850’erne levede han resten af sit liv som leder af forskellige orkestre, først for forskellige omrejsende teaterselskaber, men i årene 1857-64 og 1875-85 for Folketeatrets orkester. Fra 1875 til sin død var han endvidere en populær leder af Tivolis harmoniorkester.

## Musikken (ikke komplet)
Hans musikalske arv omfatter ca. 300 numre. De fleste stykker er danse i stil med Lumbyes eller musik for harmoniorkester, men han har også skrevet ballet- og anden teatermusik. I dag kendes ham nok mest for Århus Tappenstreg. Den er paradoksalt nok ikke helt hans egen komposition, men er sandsynligvis et arrangement sat sammen af 2 ældre melodier.
- Fastelavnsgildet (scenemusik)
- Kalifen paa Æventyr (scenemusik)
- Esmeralda (scenemusik)
- Sivertsens døtre (scenemusik)
- Brud og pavekrone (scenemusik)
- Far Jean (scenemusik)
- Fra Sibirien til Moskov (ballet af Bournonville, 1876)
- 3 Symfonier for Harmoniorkester (1886-88)
- Skarpskyttemarch
- Århus Tappenstreg
- Bataillemarch
- Kong Christian IX’s Revue-march
- Augusta-polka
- Dorothea-polka
- Fanfan-polka
- Telefon-polka
- Euterpe-vals
- Niniche-galop
- Cliquot-galop
- Figaro-galop
- Kunstnerkarneval-galop
- Fakkeldans